# Пайктон (Огайо)
Пайктон (англ. Piketon) — селище (англ. village) в США, в окрузі Пайк штату Огайо. Населення — 2111 особа (2020).

## Географія
Пайктон розташований за координатами 39°3′51″ пн. ш. 82°59′40″ зх. д. / 39.06417° пн. ш. 82.99444° зх. д. (39.064302, -82.994438).  За даними Бюро перепису населення США в 2010 році селище мало площу 6,62 км², з яких 6,48 км² — суходіл та 0,14 км² — водойми.

## Демографія
Згідно з переписом 2010 року, у селищі мешкала 2181 особа в 820 домогосподарствах у складі 517 родин. Густота населення становила 329 осіб/км².  Було 908 помешкань (137/км²).
Расовий склад населення:
| - 97,3 % — білих - 0,9 % — чорних або афроамериканців - 0,2 % — азіатів - 0,1 % — корінних американців |

До двох чи більше рас належало 1,5 %. Частка іспаномовних становила 0,3 % від усіх жителів.
За віковим діапазоном населення розподілялося таким чином: 25,5 % — особи молодші 18 років, 55,9 % — особи у віці 18—64 років, 18,6 % — особи у віці 65 років та старші. Медіана віку мешканця становила 38,2 року. На 100 осіб жіночої статі у селищі припадало 87,7 чоловіків;  на 100 жінок у віці від 18 років та старших — 82,0 чоловіків також старших 18 років.
Середній дохід на одне домашнє господарство  становив 37 203 долари США (медіана — 25 521), а середній дохід на одну сім'ю — 38 611 долар (медіана — 26 741). Медіана доходів становила 43 516 доларів для чоловіків та 32 292 долари для жінок. За межею бідності перебувало 37,7 % осіб, у тому числі 57,3 % дітей у віці до 18 років та 16,2 % осіб у віці 65 років та старших.
Цивільне працевлаштоване населення становило 620 осіб. Основні галузі зайнятості: освіта, охорона здоров'я та соціальна допомога — 31,8 %, виробництво — 11,5 %, мистецтво, розваги та відпочинок — 11,1 %, роздрібна торгівля — 11,0 %.